# 特帕内克人

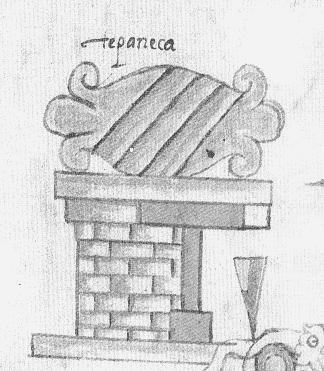
表示特帕内克的象形文字

特帕内克人（Tepanec）是中美洲的原住民族，于12世纪晚期至13世纪早期迁入墨西哥谷。他们的文化和墨西加人相近，使用纳瓦特尔语，崇拜相同的神系。传说中该民族的祖先来自特帕诺瓦扬（Tepanohuayan），因而得名。
他们最初定居于特斯科科湖西岸，在特拉托阿尼阿科尔纳瓦卡特尔（Acolnahuacatl）的带领下攻克了阿斯卡波特萨尔科。14世纪早期，阿斯卡波特萨尔科在特索索莫克的统治下成为地区强权，特帕内克人几乎控制了整个墨西哥谷，势力渗入邻近的托卢卡谷和莫雷洛斯谷。1426年，特索索莫克逝世，子马斯特拉即位。1428年，马斯特拉统治的阿斯卡波特萨尔科亡于新生的阿兹特克三方同盟。三方同盟之一的特拉科潘亦以特帕内克人为主要民族，该城成为阿斯卡波特萨尔科陷落后最主要的特帕内克城邦。

### 书目
- Santamarina Novillo, Carlos. . Fundación Universitaria Española, Madrid. 2006  [2018-11-13]. （原始内容存档于2018-10-08）.
- Smith, Michael E.  (PDF online facsimile). Ethnohistory (Columbus, OH: American Society for Ethnohistory). 1984, 31 (3): 153–186  [2018-11-13]. ISSN 0014-1801. JSTOR 482619. OCLC 145142543. doi:10.2307/482619. （原始内容存档 (PDF)于2018-10-08）.